# Nipponoxenos vespularum
 Nipponoxenos vespularum (лат.) — вид веерокрылых насекомых, единственный в составе рода Nipponoxenos из семейства Xenidae (ранее в Stylopidae). Россия (Приморский край), Япония (Хонсю). Паразиты бумажных ос Vespula.

## Описание
Мелкие веерокрылые насекомые. Отличается от других Xenidae следующими признаками самок: мандибулы отчётливо выдаются из челюстной капсулы, достигают или слегка выступают за головной край; максилла направлена вперёд, сильно склеротизована. Основания максилл заметно широкие, соединены по средней линии вдоль родового отверстия. Передняя часть максилл заострена. В отличие от Paragioxenos, голова и переднегрудь вентрально ограничены родовым отверстием медиально и швом латерально. Головогрудь большей частью бледная. Головогрудь заметно длиннее своей ширины, длина 2,0 мм, максимальная ширина 1,76 мм. Передний край головы не выступает. Грудь почти прямая. Средне-заднегрудная граница слегка сужена. Окраска с отчётливым рисунком различных бледно-коричневых оттенков; обычно медиально светлая и немного темнее сбоку при взгляде снизу и сверху. Паразиты ос Vespula (Vespidae).

## Классификация
Вид был впервые описан в 1975 году в составе подрода Nipponoxenos в Xenos. Род выделен в 2022 году и включается в отдельное семейство Xenidae (ранее подсемейство Xeninae в составе Stylopidae). Одна из самых ранних дивергировавших линий Xenidae палеарктического происхождения. Рассматривается либо как сестринская ветвь к кладе Tachytixenos + Paraxenos, либо как самая ранняя дивергировавшая группа, сестринская ко всем другим Xenidae.